# Zuchtmeisje
Een zuchtmeisje, of ook wel zucht- of fluisterzangeres, is een zangeres die zuchtgeluiden maakt tijdens het zingen, of fluistert. Vooral in Frankrijk zijn er veel zuchtzangeressen.
Het "zuchtzingen" werd geïntroduceerd eind jaren 60 van de twintigste eeuw. Vooral het lied Je t'aime... moi non plus van en Serge Gainsbourg werd bekend. Dit werd in 1967 ingezongen door Gainsbourg en Brigitte Bardot, maar die versie werd pas uitgebracht in 1986. Het lied werd in 1969 uitgebracht in een versie van Gainsbourg met Jane Birkin en werd een grote hit. In dit lied draagt het zuchtzingen een sensueel karakter. De term zuchtmeisje zou voor het eerst gebruikt worden door Ronald Giphart in zijn roman Giph uit 1993. Veel later, in 2010, werd het woord in de Dikke van Dale opgenomen. In de jaren 70 werden termen als kreunzangeres en hijgzangeres gebruikt.
Bekende zucht- of fluisterzangeressen zijn: Carla Bruni, Leslie Feist,  Françoise Hardy, Hope Sandoval, Donna Summer (I Feel Love en Love to Love You Baby), Charlotte Gainsbourg en Émilie Simon. Zuchtzangeressen die in de jaren 2010 nummers uitbrachten, zijn onder anderen: Coralie Clément, Lyla Foy, Chan Marshall en Madeleine Peyroux.